# Picayune
Picayune è una città (city) degli Stati Uniti d'America, situata nella contea di Pearl River, nello Stato del Mississippi.